# Robert Willan
Robert Willan, född den 12 november 1757 nära Sedbergh i Yorkshire, död den 7 april 1812 på Madeira, var en engelsk läkare, grundaren av dermatologi som medicinsk specialitet.
Willan blev medicine doktor i Edinburgh 1780. Från 1781 var han praktiserande läkare i Darlington och flyttade sedan till London 1783 som läkare vid det nya Carey Street Public Dispensary, där han var verksam med undervisning till 1803 jämte Thomas Bateman. Han valdes in som Fellow of the Royal Society 1809.
I Carl von Linnés fotspår gjorde Willan en taxonomisk klassifikation av hudsjukdomar, där han beskrev impetigo, lupus, psoriasis, scleroderma, ichthyosis, sycosis och pemphigus. Willans och Batemans gemensamma ansträngningar ledde fram till världens första försök att klassificera hudsjukdomar från en anatomisk ståndpunkt.
År 1790 tilldelades Willan Fothergillguldmedaljen från Medical Society of London för sin klassifikation av hudsjukdomar. Samma år utgav han en redogörelse betitlad A Remarkable Case of Abstinence, där han detaljerat beskrev fallet med en ung engelsman som dog 1786 efter att ha fastat 78 dygn – en av de första rapporterna om ätstörningar hos män.
Ett av hans arbeten översattes till tyska och utkom från trycket i Breslau 1799. Den engelska versionen har gått förlorad. År 1798 beskrev Willan den yrkesrelaterade sjukdomen psoriasis diffusa, som angriper bagares händer och armar, och 1799 var han den förste som beskrev de utslag som drabbar barn som får erythema infectiosum. 
Willans bok från 1808, On Cutaneous Diseases, är en milstolpe i dermatologins historia och vad gäller medicinska illustrationer. Där finns den första användningen av ordet "lupus" för att beskriva tuberkulos som angriper huden. Hans undersökning av det svavelhaltiga vattnet vid Croft-on-Tees, utkommen 1782 i London, har nyligen givits ut på nytt. Willans porträtt prydde omslaget till British Journal of Dermatology under många år.